# Lithocystis schneideri
Lithocystis schneideri is een soort in de taxonomische indeling van de Myzozoa, een stam van microscopische parasitaire dieren. Het organisme komt uit het geslacht Lithocystis en behoort tot de familie Urosporidae. Lithocystis schneideri werd in 1876 ontdekt door Giard.